# Pyli (Pyli)
Pyli (griechisch Πύλη (f. sg.)) ist eine Kleinstadt und Verwaltungssitz der gleichnamigen Gemeinde in der griechischen Region Thessalien. Bis 1928 hieß der Ort Porta Pazar.

## Lage
Die Kleinstadt Pyli liegt etwa 17 km südwestlich von Trikala am südlichen Ufer des Portaikos bei dessen Eintritt in die fruchtbare thessalische Ebene. Auf der gegenüberliegenden Flussseite liegt Agios Vissarion.

## Geschichte
Gemeinsam mit den Klöstern Dousikou und Gouras wurde die heutige Ortsgemeinschaft 1912 als Landgemeinde Porta Pazar (Κοινότητα Πόρτα Παζάρ) gegründet. Die Umbenennung in Pyli erfolgte 1928. Die Landgemeinde Pyli erhielt 1946 Gemeindestatus. Diese ging anlässlich der Gemeindereform 1997 zusammen mit sechs Landgemeinden zunächst in der damaligen Gemeinde Pyli auf und erhielt mit der Verwaltungsreform 2010 den Status einer Ortsgemeinschaft in der neu gegründeten Gemeinde Pyli.
Bevölkerungsentwicklung von Pyli
| Name         | griechischer Name | 1920 | 1928 | 1940 | 1951 | 1961 | 1971 | 1981 | 1991 | 2001 | 2011 |
| ------------ | ----------------- | ---- | ---- | ---- | ---- | ---- | ---- | ---- | ---- | ---- | ---- |
| Pyli         | Πύλη              | 0937 | 1089 | 1250 | 1476 | 1502 | 1759 | 1852 | 1974 | 1839 | 1873 |
| Moni Gouras  | Μονή Γκούρας      | 0003 | 0003 | 0002 | 0003 | 0001 | 0002 | 0005 | 0009 |      |      |
| Moni Dosikou | Μονή Δουσίκου     | 0008 | 0011 | 0006 | 0012 | 0003 | 0006 | 0007 | 0008 |      |      |
| Gesamt       | Gesamt            | 948  | 1103 | 1258 | 1491 | 1506 | 1767 | 1864 | 1991 | 1839 | 1873 |

## Verkehr

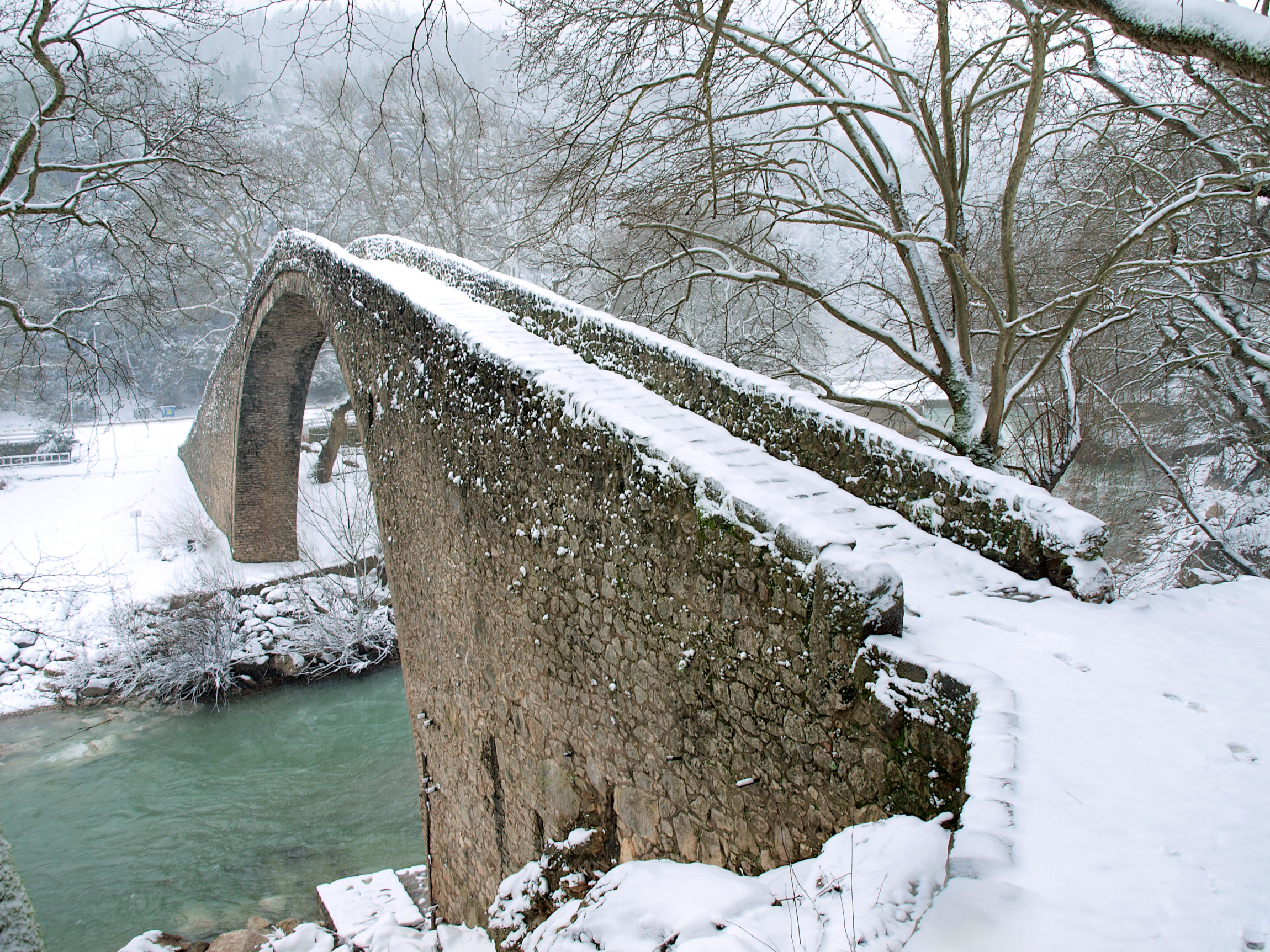

Über viele Jahrhunderte galt Pyli als Ort von großer strategischer Bedeutung. Die Vissarion-Brücke über den Portaikos aus spätbyzantinischer Zeit war die einzige Verbindung von der Thessalischen Ebene in die Pindos-Dörfer und nach Epirus. Der Bau der heutigen Ethniki Odos 30 von Arta nach Trikala durch das Tal des Portaikos und der Kondili-Brücke nahe Pyli ermöglichte ab 1936 dem Motorverkehr Zugang in die Gegend.